# Орри Оускарссон
О́рри Стейнн О́ускарссон (исл. Orri Steinn Óskarsson; родился 29 августа 2004 года) — исландский футболист, нападающий испанского клуба «Реал Сосьедад» и сборной Исландии.

## Клубная карьера
Оускарссон — воспитанник клуба «Гротта». В 2019 году он дебютировал за клуб в Первом дивизионе Исландии. В том же году Орри перешёл в датский «Копенгаген», где для получения игровой практики играл за молодёжную команду. 22 мая 2022 года в матче против «Ольборга» он дебютировал в датской Суперлиге. В своем дебютном сезоне Оускарссон стал чемпионом Дании. 

## Достижения

### Командные
«Копенгаген»
- Чемпион Дании: 2021/2022

### Личные
- Футболист года в Исландии: 2024